# Rajna
A Rajna (németül Rhein, franciául Rhin, hollandul Rijn, pfalzi nyelven Rhoi) Nyugat-Európa legfontosabb folyóinak egyike. Hossza 1230 km, átlagos vízhozama a torkolat előtt 2330 m³/s.
Graubünden svájci kantonban két forráspatakból, a Felső- és Alsó-Rajnából ered. A folyó érinti Liechtensteint és Ausztriát, a Boden-tóba ömölve éri el Németországot, majd a német–svájci, később pedig a német–francia határon folytatja útját észak felé. A Ruhr-vidéket átszelve a folyó nyugat felé veszi az irányt, majd Hollandiában, a Holland-síkságon, deltatorkolaton keresztül ömlik az Északi-tengerbe.

## Földrajza
A Rajna esését a következő számok mutatják: a legmagasabb fekvésű forrása 2902 m, Reichenaunál 586, Bregenznél 397, a Rajna-vízesés alatt Neuhausen am Rheinfallnál 360, Bázelnél 245, Plittersdorfnál (Rastatt része) 110, Mainznál 82, Bingen am Rheinnál 78, Koblenznál 60, Kölnnél 38 és Emmerich am Rheinnél csak 12 m.

### A felső folyás(svájci Rajna)a forrástól Bázelig

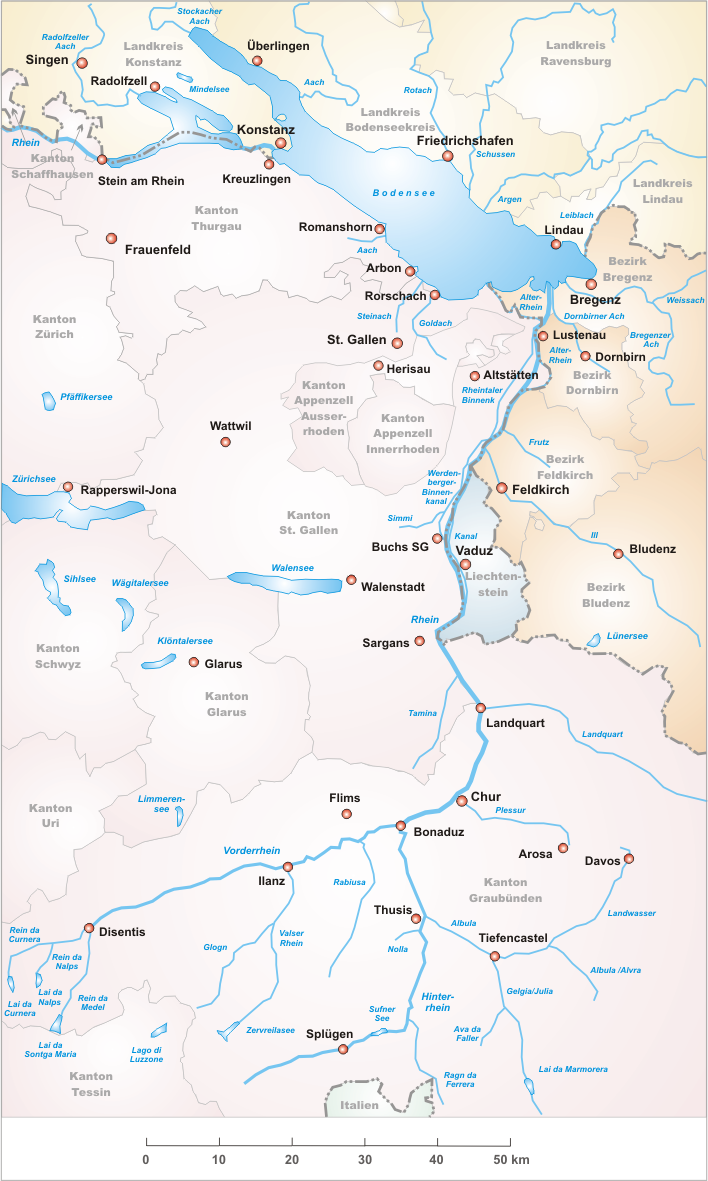
A Felső-Rajna

Bázelig a folyót gyakran Svájci-Rajnának hívják. Svájcban, Graubünden kantonban két forráspatakból, az Alsó-Rajna a Badus-Stock lábánál 2344 méternyi magasban a Toma-tóból fakad, több gleccserpatak befogadása után átfolyik a 12 km hosszú Tujetsch völgyön, azután fölveszi a Lukmanier-hágótól nyugatra 2453 méter magasban fekvő Scura-tóból jövő Medelsi-, vagyis a Közép-Rajnát és azután mintegy 70 km-rel lejjebb Ilanznál a glenni vagyis lugnetzi Rajnát, még lejjebb a Rabiusát és Reichenaunál egyesül a Hátsó-Rajnával. Ez a Kis Szent Bernát-hágó (San Bernardino) közelében a Marscholhornon levő Zapport gleccser vizeiből 2902 méter magasságban ered, áttör egy hegyszakadékon, végig folyik a Val Rhinen, áttör a LaRufna nevű hegyszakadékon és északnak fordul a Schams-völgybe, ezt Thusisnál hagyja el és a Domleschg nevű széles völgyben, szabályozott mederben folytatja útját. Reichenauig a Rajna 150 gleccser vizét gyűjti magába. Reichenaunál, ahol 45 méter széles, veszi föl a folyó a Rajna nevet. A Plessur összefolyásával Churtól a folyó hajózható lesz. A Plessur-torkolat elhagyása után északnak fordul, a Landquart felvétele után elhagyja Graubündent, határul szolgál egyrészt Sankt Gallen kanton, másrészt Liechtenstein és Vorarlberg közt, fölveszi balról a Taminát, jobbról az Illt és Rheineck alatt a Boden-tóba ömlik, amelyet Konstanznál hagy el. Innen magas partok közt nyugati irányban folytatja útját Schaffhausenig. Schaffhausen alatt a folyás gyorsabb lesz, és a Laufen várnál 115 méternyi szélességben, három ágban, magas, meredek sziklák közt mennydörgésszerű robajjal lezuhan a 15–19 méter mély, széles, üstszerű alsó medrébe.

### A Felső-Rajna Bázeltől Bingen am Rheinig

A Rajna szakaszai

A Felső-Rajna 361 km hosszú, északi irányban átfolyik a Felső-Rajnai-síkságon, elválasztja Elzászt Badentől és az utóbbit a Bajor-Pfalztól. Útjában a völgyét balról a Vogézek és a Hardt, jobbról a Fekete- és az Oden-erdő határolják. Johann Gottfried Tulla badeni mérnök tervei szerint a sokféle szétágazó és számos szigetet alkotó Rajnát 1818-tól 1872-ig szabályozták, ahol lehetett egy mederbe terelték, amivel útját 85 km-rel megrövidítették és esését jelentősen fokozták. Szélessége közben 200-ról 576 méterre növekszik. Bázeltől Kehlig a hajózás még jelentéktelen, legfeljebb 400 mázsa terhet bíró hajók járhatnak rajta. Plittersdorftól kezdve már sokkal nagyobb hajókat is megbír. A csatornák, amelyek e részében belőle kiágaznak, a Huningue-, Vauban- (Breisachi-), III-Rajna, Rajna–Rhône-, Rajna–Marne- és a Frankenthali-csatorna.
Jelentősebb mellékfolyói a Felső-Rajnai-síkságon balról az Ill, a Moder, a Sauer, a Lauter és a Queich, jobbról a Wiese, az Elz, a Kinzig, a Rench, a Murg, az Alb, a Kraichbach, a Neckar és a Majna.
A Rajna Mainztól Bingen am Rheinig a bortermő Rheingaun folyik keresztül, innen északnyugatnak fordul.

## Gazdasági jelentősége

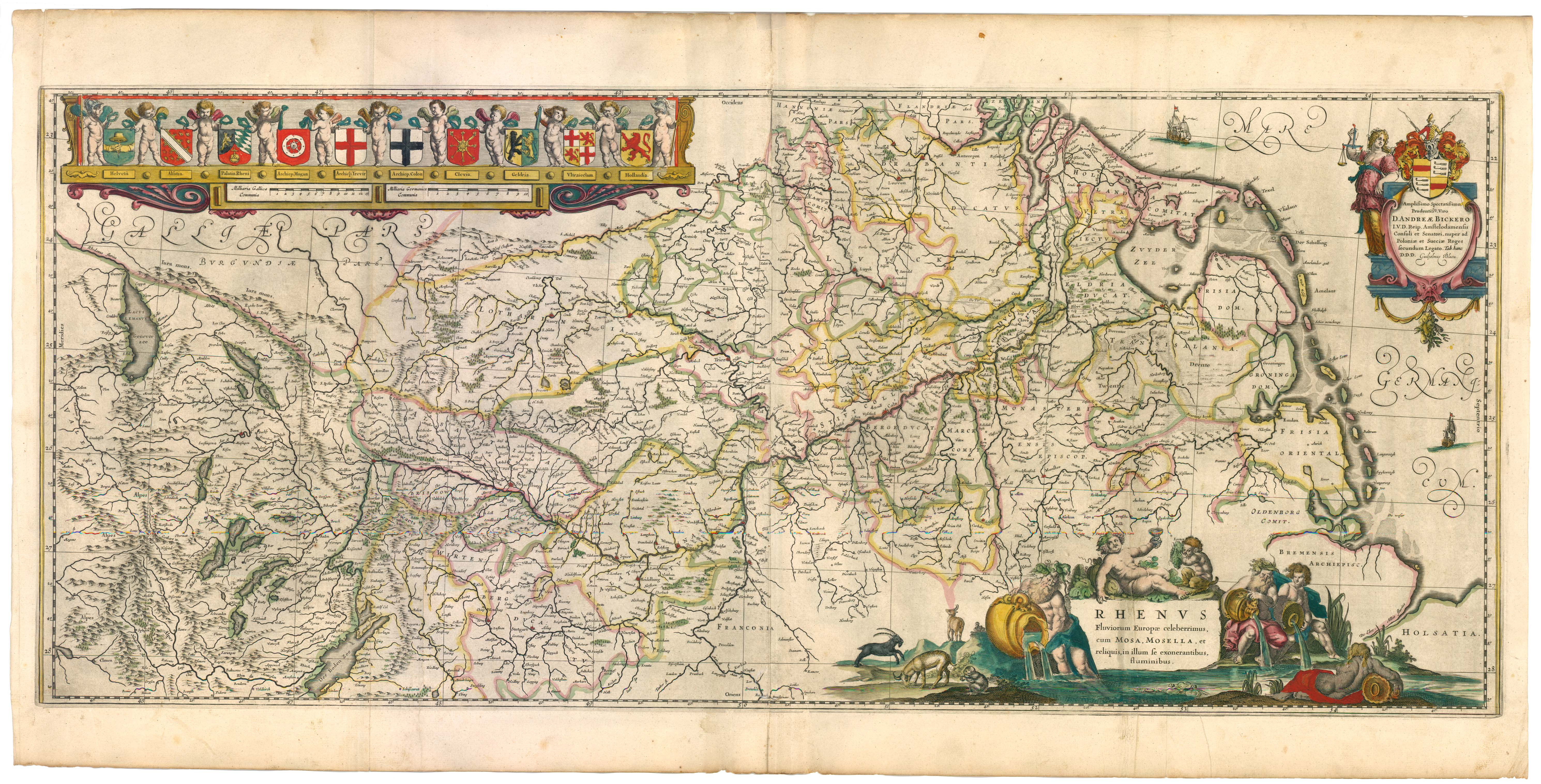
Rajna mente Willem Blaeu térképén, 1645

### A Közép-Rajna Bingen am Rheintől Kölnig
159 km hosszúságban nyúlik el. Koblenzig a Taunust a Hunsrücktől, Bonnig pedig a Westerwald és Siebengebirgét az Eifeltől választja el, és természeti szépségekben nagyon gazdag. A hajózást e szakaszában megnehezítette és veszélyeztette a Binger Loch (szoros), azután egyes helyek Bacharach, Kaub, Oberwesel (Loreley) mellett, a Kis- és a Nagy-Unkelstein (zátonyok) stb. Ezen akadályok eltávolítását állítólag már IV. Henrik császár korában megkezdték, az első repesztések azonban csak a 18. században történtek. Sokat tett a hajózás akadályainak megszüntetésére a francia kormány. A folyó szélessége ezen a szakaszon nagyon különböző: Geisenheimnál 628, Assmannshausennél 250, Koblenznél 313 és Bonnál 377 m. Mellékfolyói itt balról a Nahe, a Mosel, a Brohlbach és az Ahr, jobbról a Wisper, a Lahn, a Wied és a Sieg.

### Az Alsó-Rajna Kölntől a holland határig
Kölnnél kezdődik az Alsó-Rajna, ez a torkolatáig 343 km hosszú (ebből német területre esik 177 km). Bal oldalán a hegység egészen elenyészik, jobb partján is mindig hátrább vonul, míg végre egészen sík vidéken folytatja útját. Az osztatlan alsó Rajna szélessége Kölnnél 522, Weselnél 616, Emmerich am Rheinnél 992 m.

### A delta

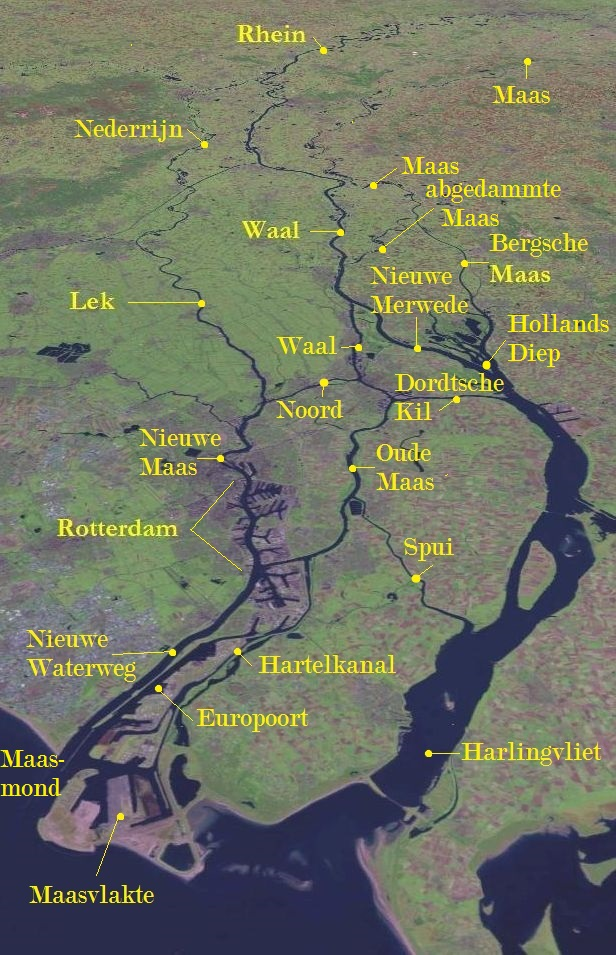
A Rajna és a Maas deltatorkolata műholdról

A Rajna Emmerich am Rheinnél lép holland területre, Gelderland tartományba, majd 2,5 kilométernyire e helytől két ágra oszlik. A déli ág (84 km) Loevestein várig Waal, innen Dordrechtig (24 km) Felső-Merwede (Boven-Merwede) és Krimpenig (9 km) Noord nevet visel. Ezután Nieuwe Maas néven áthalad Rotterdamon, majd Hoek van Hollandnál éri el az Északi-tengert. Az északi ág Pannerdeni-csatorna néven Westervoortig halad és ismét két ágra szakad. A jobb oldali ág IJssel néven abban a csatornában folyik Doesburgig, amelyet Nero Claudius Drusus ásatott a Rajna és az Oude IJssel (Ó-IJssel) egyesítése végett. Doesburgnál a két IJssel egyesül, és a Zuiderzeebe ömlik. A bal oldali ág Nederrijn (Alsó-Rajna) néven a Waallal párhuzamosan folyik Wageningen és Rhenen mellett Wijk-bij-Durstedéig, ahol a Lek nevet veszi föl, innen egy igen gyenge mellékág, amely azonban fő ág számba megy, Kromme Rijn néven Utrecht felé halad, ahonnan kiindulva egy csatorna vizét Vianennél a Lekbe vezeti. Utrechtnél azon kívül 1892 óta kiágazik a hajózható Merwede-csatorna, amely Amszterdamba visz. Mig a Lek nevű ág Wijk-bij-Durstedétől kezdve útját folytatván, elhalad Schoonhoven mellett és a Nieuwe-Maassal egyesül, a Rajna Utrechtnél még egy másik ágat bocsát ki magából, amelyet Vechtnek hívnak és Diemennél a Zuiderzeebe ömlik. Ami a Rajnából ezen ág kibocsátása után megmarad, Oude Rijn néven inkább csak árokhoz hasonlít, és Utrechtből Leidenen át Katwijk-op-Rijnig jut, ahol még a 19. század elején a homokban veszett el. Azelőtt Katwijk aan Zeenél a tengerbe torkollt. A legújabb időkben a homokba beszikkadó vizeket egy csatornába gyűjtötték össze és három zsilip segítségével ismét lefolyatják a tengerbe. Mellékcsatornái e részében az Erft-, a Theinbergi- és a Spoy-csatorna, mellékfolyói pedig balról az Erft és a Maas, jobbról a Wupper, a Ruhr, az Emscher és a Lippe.

## Természetvédelem
A folyó által az Északi tengerbe mosódó, fagyálló, korróziógátló folyadékként használatos benzotriazol potenciálisan veszélyezteti a vízi élővilágot.

## Kulturális jelentősége
A történelem során a Rajna az itt élők fontos szimbólumává vált, környékét átfogóan Rajna-vidék néven emlegetik (így nevezték a Porosz Királyság egyik provinciáját). Számos államnak a nevében is szerepelt. Napóleon 1797-ben Ciszrénia néven hozott létre egy rövid életű köztársaságot a Rajna-vidéken, majd 1806-ban Rajnai Szövetség néven szervezte újjá a Német-római Birodalmat. Az első világháborút követő francia megszállás alatt megpróbáltak létrehozni egy francia befolyás alatt álló, független Rajnai Köztársaságot, ez azonban végül nem valósult meg. Ma Észak-Rajna-Vesztfália és Rajna-vidék-Pfalz Németország szövetségi tartományai.
A Rajna az évszázadok során számos művészt megihletett. Itt játszódik Richard Wagner A Nibelung gyűrűje című operaciklusának első darabja: A Rajna kincse, sőt Heine Loreley-ja is. Még Csokonai Vitéz Mihály A Magánossághoz című versében is felbukkan, pedig a költő nem is látta a tájat személyesen.
A „rajnai dal” (Rheinlied, franciául rhénane) a romantikus irodalom kedvelt műfaja, de a szimbolisták is használták. Guillaume Apollinaire pl. németországi munkája során egy versciklust írt Rajnai dalok címmel, Szeszek című kötetének munkacíme pedig Rajnai szél volt.
Földrajzilag a Rajna a Római Birodalom határfolyója volt, amely elválasztotta a civilizált római polgárokat a pogány germánoktól. Egy Magyarországon gyakran használt kifejezés ma is a Rajnát teszi meg Nyugat- és Kelet-Európa határának. Eszerint „a Rajnától keletre” helyezkednek el azok az államok, amelyek kulturálisan (és gazdasági teljesítményt tekintve is) jellegzetesen különböznek „a fejlett nyugat”-tól.
Közkeletű ma az a nézet, hogy Közép- és Kelet-Európát, pontosabban azt az egész területet, mely a Rajnától keletre, Franciaország és Oroszország között elterül, a politikai kultúra terén valami eredendő elmaradottság jellemzi. Utalnak e területek társadalmi viszonyainak elmaradt, antidemokratikus jellegére, politikai módszereik durvaságára, nacionalizmusuk szűk, kicsinyes és erőszakos voltára; utalnak arra, hogy e területen a politikai hatalom arisztokrata nagybirtokosok, monopolkapitalisták és katonai klikkek kezében van, melyektől ezek az országok nem képesek a maguk erejéből megszabadulni; utalnak arra, hogy e terület melegágya mindenféle zűrzavaros, homályos és hazug politikai filozófiának. Mindez azt látszik valószínűvé tenni, hogy e terület népei és országai nyugat-európai típusú demokratikus fejlődésre alkatilag képtelenek.

Ez az egész beállítás bizonyos való tényekből indul ki, viszont végső következtetésében súlyosan félrevezető.
A Rajnától nyugatra fekvő európai társadalmakban a szabadság kihívása létrehozta a modern nemzeti államot, melyben az egyéni és kollektív szabadság megerősítésének politikai, gazdasági, majd később szociális intézményei egymással szinkronban és egymás hatását felerősítve fejlődtek ki ... A Rajnától keletre ezzel szemben a nemzeti eszme jegyében szerveződő kollektív szabadság megteremtése került napirendre.

## Mellékfolyói

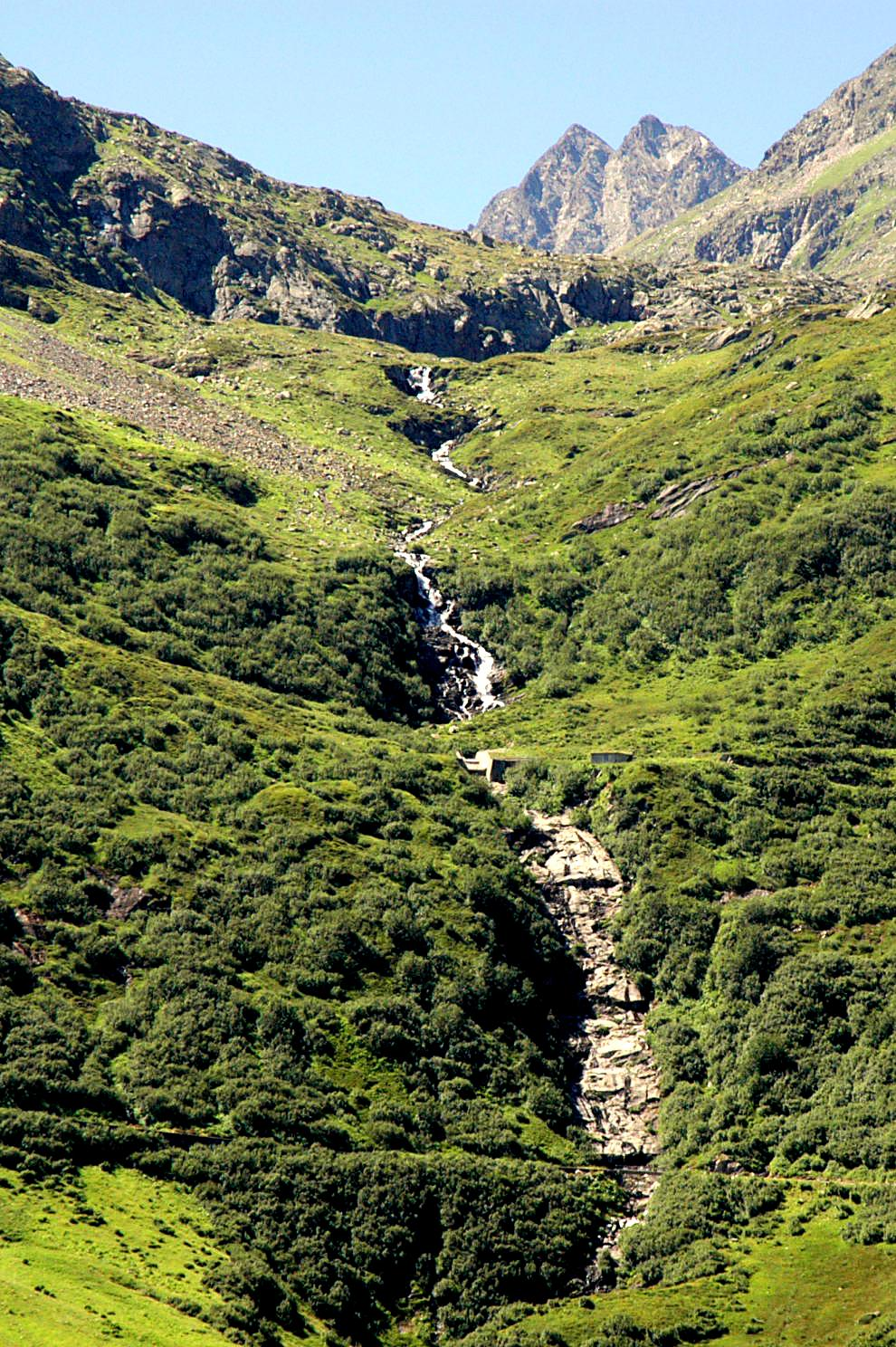
Vorderrhein

Forrástól a torkolatig:
| Bal oldali mellékfolyók: - Thur - Töss - Aare - Birs - Birsig - Ill - Moder - Lauter - Nahe - Mosel - Nette - Ahr] - Erft - Maas | Jobb oldali mellékfolyók: - Hinterrhein - Ill - Schussen - Wutach - Alb - Wiese - Elz - Kinzig - Rench - Acher - Murg - Alb - Pfinz - Neckar - Majna - Lahn - Wied - Sieg - Wupper - Düssel - Ruhr - Emscher - Lippe - Oude IJssel - Berkel |